# Monti (rione de Roma)

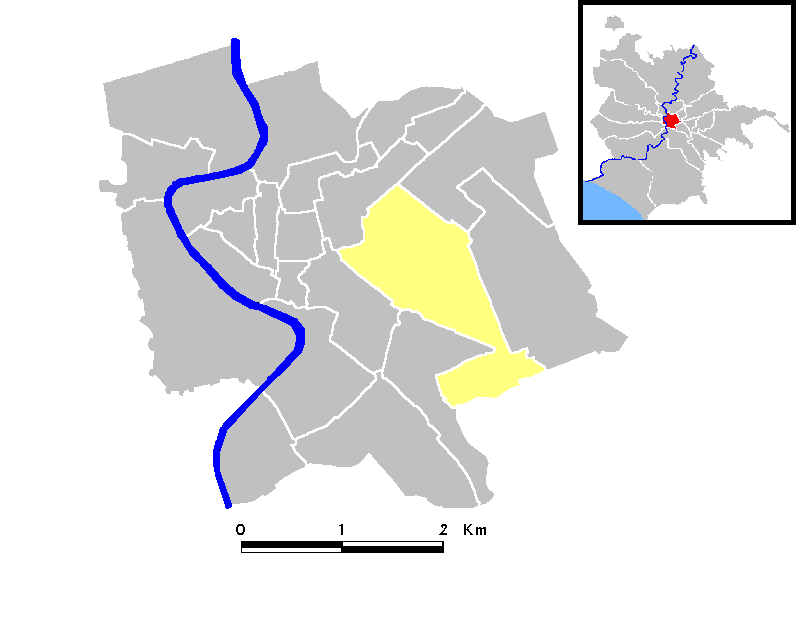
Mapa do Rione I - Monti.

Monti é um dos vinte e dois riones de Roma, oficialmente numerado como Rione I, localizado no Municipio I. O nome significa, literalmente, "montes" em italiano e é uma referência aos montes Esquilino e Viminal além de partes do Quirinal e do Célio que ficam ou ficavam em seu território. Atualmente, os riones Esquilino, o Castro Pretorio e o Célio foram repartidos, mas rione manteve seu nome.

## História

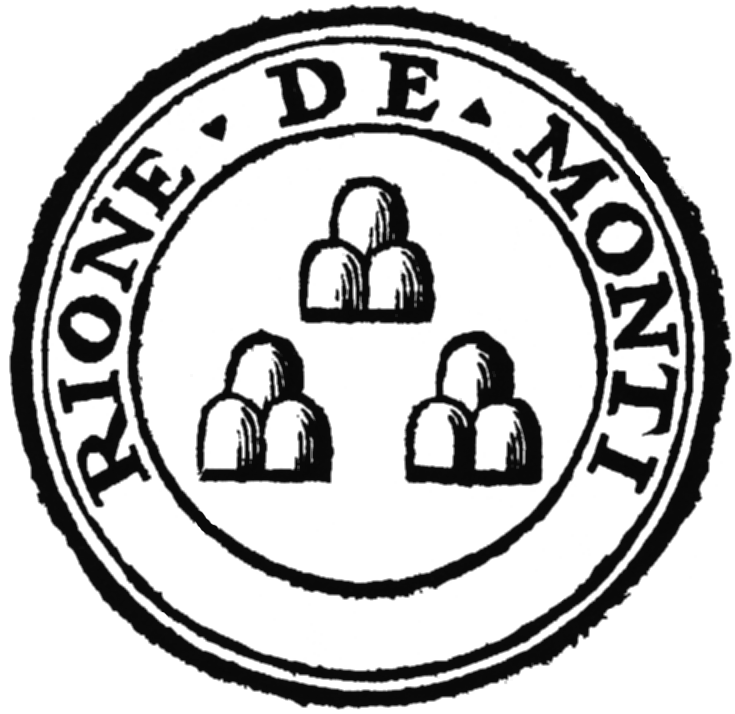
Brasão de Monti: três montes verdes com três cumes cada num fundo prata.

Na época da Roma Antiga, este rione era um dos mais densamente populados da cidade, pois é nele que fica o Fórum Romano e a Suburra, o local onde viviam os pobres, os fora-da-lei e onde ficavam os bordéis da cidade.
Na Idade Média, a situação mudou radicalmente: os aquedutos romanos foram danificados e era muito difícil levar água até a região de Monti por causa das colinas. Por isso, a maior parte da população se mudou para o Campo de Marte, uma baixada, onde se podia conseguir água diretamente do Tibre.
Da Idade Média até o começo do século XIX, o rione permaneceu uma área repleta de vinhedos e hortas. Além da falta d'água, outro problema crítico era a distância até o Vaticano, o centro da vida cristã na cidade. Contudo, o rione Monti jamais foi completamente abandonado por causa da Basílica de São João de Latrão e do constante fluxo de peregrinos que ela atraía. Os habitantes de Monti eram chamados de "monticiani", que tinham uma forte identidade local: seu dialeto romano era diferente do falado nos outros riones. Seus principais inimigos eram os habitantes de outro rione com uma população fortemente identificada com o local onde viviam, o Trastevere, e os combates entre os dois grupos eram frequentes.
Finalmente, com aumento da urbanização no final do século XIX, já depois de Roma ter se tornado a capital da Itália unificada, grandes mudanças promovidas pelos fascistas alteraram completamente a aparência do lugar. Notavelmente, entre 1924 e 1936, grande parte do rione, até então um emaranhado de ruelas e casas populares, foi destruído para abrir caminho para a Via dei Fori Imperiali, a avenida que divide artificialmente o Fórum Romano e a maior parte dos Fóruns imperiais. Foi nesta época que começaram as escavações arqueológicas nestes fóruns.

## Vias e monumentos
- Fontana dell'obelisco Lateranense
- Fontana di piazza del Viminale
- Fontana di piazza della Madonna dei Monti
- Largo Angelicum
- Largo Magnanapoli
- Largo Brancaccio
- Obelisco Esquilino
- Piazza del Colosseo
- Piazza del Quirinale
- Torre degli Annibaldi
- Torre dei Borgia
- Torre della Contessa
- Torre dei Conti
- Torre dei Capocci
- Torre dei Graziani
- Torre del Grillo
- Torre delle Milizie
- Via Alessandrina
- Via Cavour
- Via dei Fori Imperiali
- Via Labicana
- via Nazionale
- Via del Teatro Marcello
- Via delle Quattro Fontane
- Via San Giovanni in Laterano
- Via Ventiquattro Maggio

### Antiguidades romanas
- Casa Dourada
- Fórum de Augusto
  - Arcos de Druso e Germânico
  - Templo de Marte Vingador
- Fórum de Nerva
  - Cloaca Máxima
  - Pórtico Absidado
  - Templo de Minerva
- Fórum de Trajano
  - Arco de Trajano
  - Basílica Úlpia
  - Biblioteca Úlpia
  - Estátua equestre de Trajano
  - Mercado de Trajano
  - Templo de Trajano
- Mitreu do Castro dos Peregrinos
- Porta Asinária
- Templo de Ísis na Via Labicana
- Termas de Tito
- Termas de Trajano

## Edifícios

### Palácios
- Casa Bernini
- Casa Cantarelli
- Casa di Ettore Petrolini
- Casa Stefanoni (Via degli Zingari)
- Casa dos Cavaleiros de Rodes
- Casino dell'Aurora
- Casino Evangelisti Guidi
- Casino Fini
- Palazzo Antonelli
- Palazzo Borgia
- Palazzo Brancaccio
- Palazzo Cassetta
- Palazzo dei Catecumeni (Via della Madonna dei Monti)
- Palazzo Cimarra
- Palazzo Falletti
- Palazzo dei Neofiti
- Palazzo delle Esposizioni
- Palazzo Giorgioli
- Palazzo Del Grillo
- Palazzo Imperiali Borromeo
- Palazzo Koch, sede do Banco da Itália
- Palácio de Latrão
- Palazzo Pallavicini Rospigliosi
- Palazzo Passarini Falletti
- Palazzo Ravenna
- Palazzo Silvestri-Rivaldi
- Palazzo Tagliacozzo (demolido)
- Palazzo Veniero
- Palazzo del Viminale
- Villa Aldobrandini (Via Panisperna)

### Outros edifícios
- Casa delle Convittrici del Bambino Gesù
- Casa Provinciale delle Piccole Sorelle dei Poveri
- Collegio degli Irlandesi
- Convento di Sant'Antonio Abate
- Convento di San Carlo alle Quattro Fontane
- Instituto Leonardo Da Vinci
- Liceo scientifico statale Camillo Cavour
- Monastero di Santa Eufemia
- Monastero di San Francesco da Paola (Via Cavour)
- Monastero dei Monaci Cisterciensi
- Monastero delle Paolotte
- Monastero della Purificazione
- Monastero delle Suore Oblate Filippine (Via dei Quattro Cantoni)
- Monastero delle Turchine
- Museo storico vaticano
- Museo tipologico internazionale del presepio Angelo Stefanucci
- Museo dell'Istituto centrale di patologia del libro Alfonso Gallo
- Museo nazionale d'arte orientale Giuseppe Tucci
- Ospedale delle Donne
- Ospedale del Padre Angelo
- Ospedale del Salvatore
- Pontificio Istituto Giovanni Paolo II
- Pontificia Università San Tommaso d'Aquino
- Teatro Brancaccio
- Teatro Eliseo
- Triclínio Leonino

### Igrejas
- Batistério Lateranense
- Cappella della Madonna della Fiducia al Laterano
- Sant'Agata dei Goti
- Sant'Andrea al Quirinale
- Santi Andrea e Bartolomeo
- Sant'Anna al Laterano
- Sant'Antonio Abate dei Maroniti
- San Benedetto Giuseppe Labre ai Monti
- San Bernardino in Panisperna
- San Carlo alle Quattro Fontane
- Santa Caterina a Magnanapoli
- San Clemente al Laterano
- Santi Domenico e Sisto
- San Filippo Neri all'Esquilino
- San Francesco di Paola
- San Giovanni Addolorata
- San Giovanni Battista dei Cavalieri di Rodi
- Gesù Bambino all'Esquilino
- Santi Gioacchino e Anna ai Monti
- San Giovanni in Laterano
- San Giuseppe di Cluny
- San Lorenzo in Fonte
- San Lorenzo in Palatio ad Sancta Sanctorum
- San Lorenzo in Panisperna
- Santa Lucia in Selci
- Santi Marcellino e Pietro al Laterano
- Santa Maria Addolorata al Celio
- Santa Maria della Neve al Colosseo (Santa Maria de Arcu Aureo)
- Santa Maria Immacolata delle Piccole Sorelle dei Poveri
- Santa Maria ai Monti
- Santa Maria in Macello Martyrum
- San Martino ai Monti
- Santa Maria del Buon Consiglio
- Cappella della Mater Boni Consilii
- Santa Maria Maggiore
- San Pietro in Vincoli
- Santa Prassede
- Oratorio del Preziosissimo Sangue
- Santa Pudenziana
- Santi Quirico e Giulitta
- Santissimo Sacramento al Laterano
- San Salvatore ai Monti
- Santi Sergio e Bacco degli Ucraini
- Oratorio di San Silvestro in Palatio
- Santo Stefano Rotondo
- San Vitale

Igrejas desconsagradas
- Santa Maria Annunziata delle Turchine
- Santa Maria delle Grazie nel Cimitero di San Giovanni in Laterano
- Santa Maria della Riforma
- Santa Maria in Carinis
- Santissima Vergine Addolorata
- Santi Gioacchino e Anna alle Quattro Fontane
- San Paolo Primo Eremita
- San Romano ai Monti

Igrejas demolidas
- Sant'Agnese ad Duo Furna
- San Basilio al Foro di Augusto (antiga Santa Maria Annunziata)
- Santi Cosma e Damiano all'Esquilino
- San Dionisio alle Quattro Fontane (San Dionigi Areopagita)
- Sant'Eufemia
- Sant'Eufemia all'Esquilino
- San Lorenzo ai Monti
- San Luca all'Esquilino
- San Salvatore ad Tres Images
- San Salvatore delle Milizie
- Santa Chiara al Quirinale
- Santa Maria ad Busta Gallica (Santa Maria in Candiatore)
- Santa Maria della Concezione ai Monti
- Santa Maria della Concezione dei Sacconi Turchini
- Santa Maria della Purificazione ai Monti
- Santa Maria della Sanità
- Santa Maria delle Lauretane
- Santa Maria in Campo Carleo
- Santa Maria inter Duo
- Santa Maria in Macello Martyrum
- Santa Maria Maddalena al Quirinale
- Santo Spirito ai Monti
- Sant'Urbano a Campo Carleo
- Santissimo Cuore di Maria

Templos não-católicos
- Chiesa evangelica battista ai Monti